# 瑟格鲁瓦
瑟格鲁瓦（法語：Segrois，法語發音：[səɡʁwa]）是法国科多尔省的一个市镇，位于该省南部，属于第戎区。

## 地理
瑟格鲁瓦（47°9'34"N, 4°53'33"E）面积2.29 平方千米，位于法国勃艮第-弗朗什-孔泰大區科多尔省，该省份为法国中东部省份，北起奥布省，西接涅夫勒省和约讷省，南至索恩-卢瓦尔省，东南接汝拉省，东临上索恩省，东北部与上马恩省接壤。
与瑟格鲁瓦接壤的市镇（或旧市镇、城区）包括：屈尔蒂勒韦尔日、维拉尔方丹、梅桑日、默耶、尼伊圣乔治。

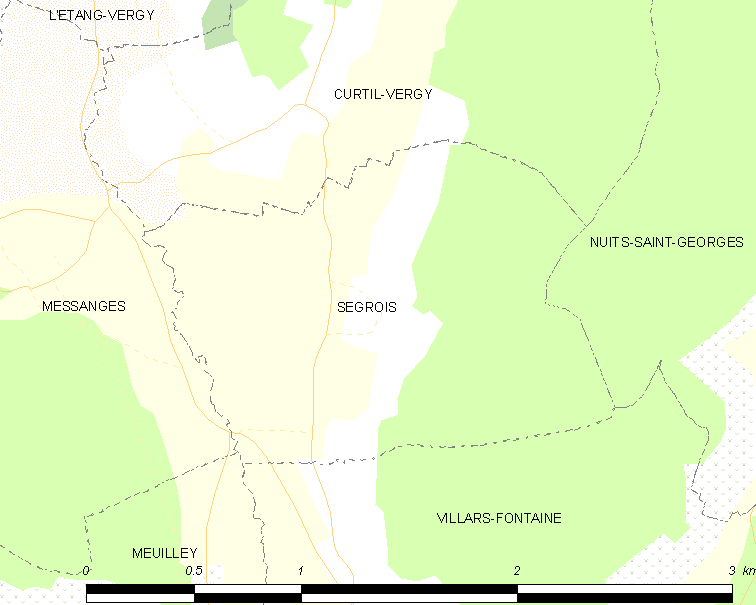
瑟格鲁瓦的OSM定位图

瑟格鲁瓦的时区为UTC+01:00、UTC+02:00（夏令时）。

## 行政
瑟格鲁瓦的邮政编码为21220，INSEE市镇编码为21597。

## 政治
瑟格鲁瓦所属的省级选区为隆维县。

## 人口

1962-2008年间瑟格鲁瓦人口变化图示

瑟格鲁瓦于2022年1月1日时的人口数量为57人。